# Kayseri (province)
La province de Kayseri est une des 81 provinces (en turc : il, au singulier, et iller au pluriel) de la Turquie.
Sa préfecture (en turc : valiliği) se trouve dans la ville du même nom, Kayseri.

## Géographie

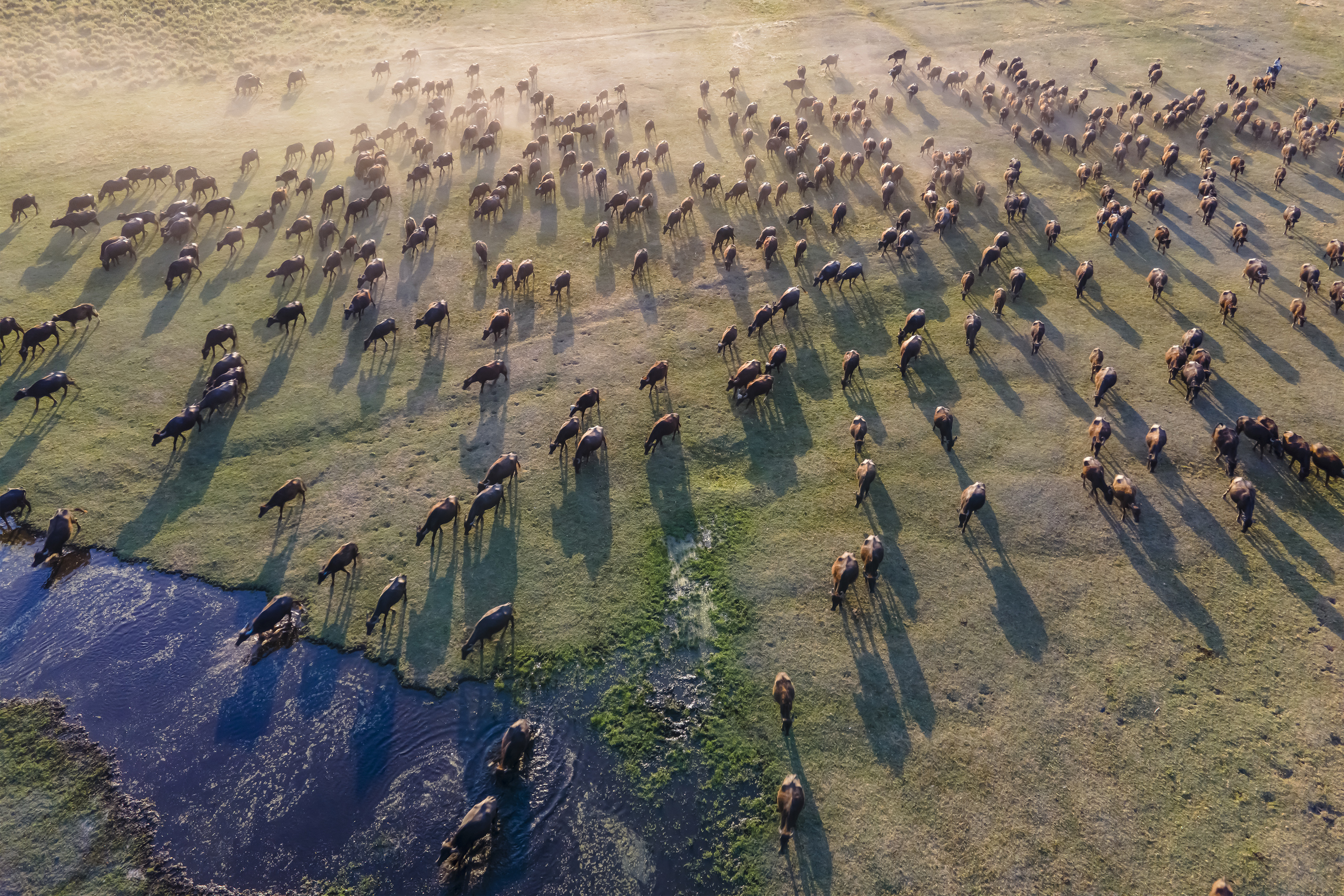
Buffles dans l'aire protégée de Hürmetçi, province de Kayseri. Aout 2021.

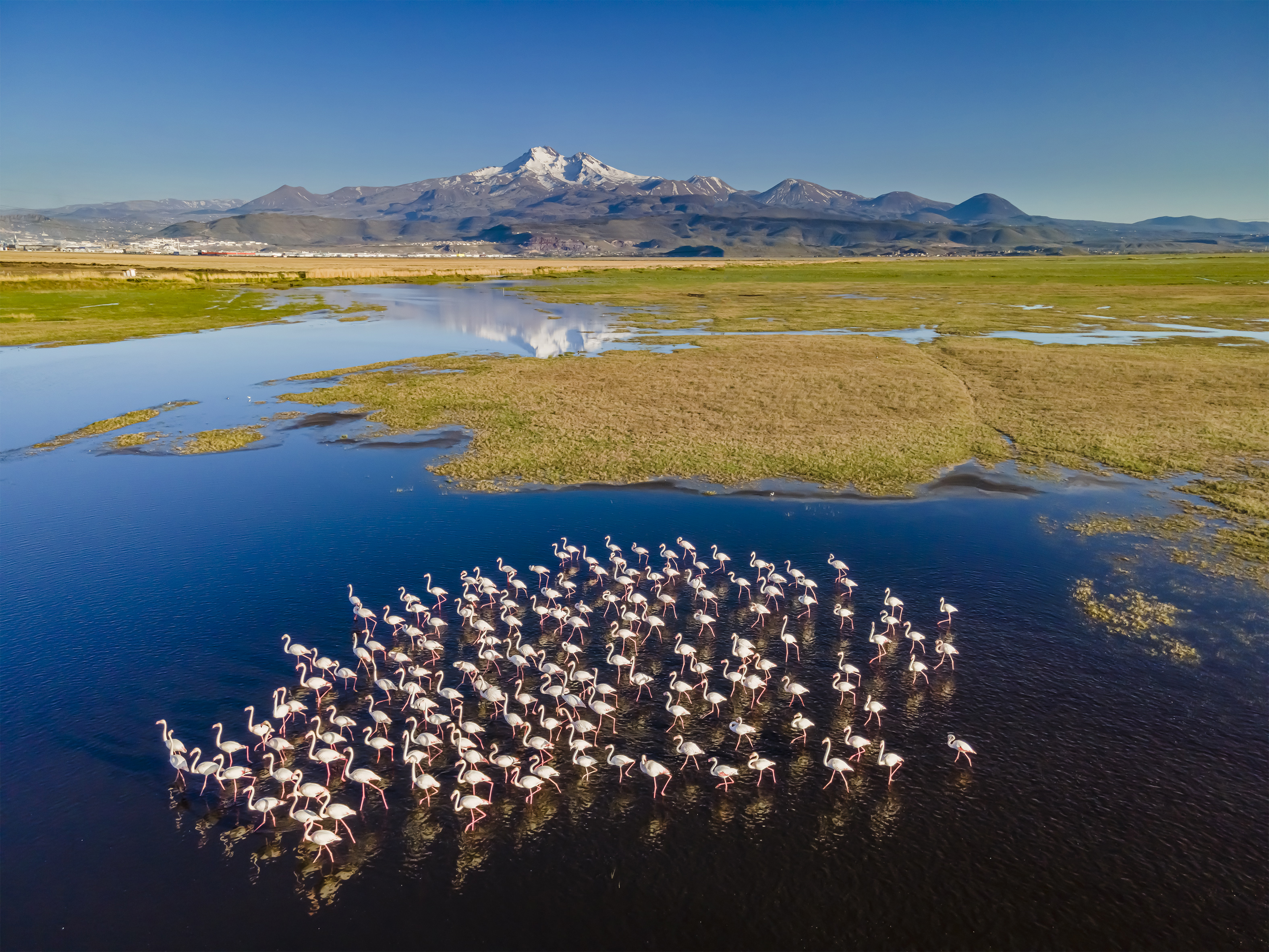
Phoenicopteriformes dans l'aire protégée de Hürmetçi, province de Kayseri. Aout 2021.

Sa superficie est de 16 917 km2.

## Population
Au recensement de 2000, la province était peuplée d'environ 1 049 659 habitants, soit une densité de population d'environ 62 hab./km2.
| 2000      | 2001      | 2002      | 2003      | 2004      | 2005      | 2006      | 2007      | 2008      |
| --------- | --------- | --------- | --------- | --------- | --------- | --------- | --------- | --------- |
| 1 038 671 | 1 056 995 | 1 074 221 | 1 091 336 | 1 109 179 | 1 127 566 | 1 146 378 | 1 165 088 | 1 184 386 |

| 2009      | 2010      | 2011      | 2012      | 2013      | 2014      | 2015      | 2016      | 2017      |
| --------- | --------- | --------- | --------- | --------- | --------- | --------- | --------- | --------- |
| 1 205 872 | 1 234 651 | 1 255 349 | 1 274 968 | 1 295 355 | 1 322 376 | 1 341 056 | 1 358 980 | 1 376 722 |

| 2018      | 2019      | 2020    | 2021      | 2022      | 2023      | - | - | - |
| --------- | --------- | ------- | --------- | --------- | --------- | - | - | - |
| 1 389 680 | 1 407 409 | 142 455 | 1 434 357 | 1 441 523 | 1 445 683 | - | - | - |

## Administration
La province est administrée par un préfet (en turc : vali).

## Subdivisions
La province est divisée en 17 districts (en turc : ilçe, au singulier).